# Левін-Клодзький (гміна)
Гміна Левін-Клодзький (пол. Gmina Lewin Kłodzki) — сільська гміна у південно-західній Польщі. Належить до Клодзького повіту Нижньосілезького воєводства.
Станом на 31 грудня 2011 у гміні проживало 1990 осіб.

## Площа
Згідно з даними за 2007 рік площа гміни становила 52.19 км², у тому числі:
- орні землі: 46.00%
- ліси: 46.00%

Таким чином, площа гміни становить 3.18% площі повіту.

## Населення
Станом на 31 грудня 2011:
| Опис     | Загалом | Загалом | Чоловіки | Чоловіки | Жінки | Жінки |
| -------- | ------- | ------- | -------- | -------- | ----- | ----- |
| одиниця  | осіб    | %       | осіб     | %        | осіб  | %     |
| все      | 1990    | 100     | 954      | 47.94    | 1036  | 52.06 |
| міське   | 0       | 100     | 0        |          | 0     |       |
| сільське | 1990    | 100     | 954      | 47.94    | 1036  | 52.06 |

## Сусідні гміни
Гміна Левін-Клодзький межує з такими гмінами: Душники-Здруй, Кудова-Здруй, Щитна.